# (1194) Aletta
(1194) Aletta ist ein Asteroid des Hauptgürtels, der am 13. Mai 1931 vom südafrikanischen Astronomen Cyril V. Jackson in Johannesburg entdeckt wurde.
Benannt ist der Asteroid nach der Ehefrau des Entdeckers.